# 10500 Nishi-koen
10500 Nishi-koen eller 1987 GA är en asteroid i huvudbältet som upptäcktes den 3 april 1987 av den japanska astronomen Masahiro Koishikawa vid Ayashi-observatoriet i Japan. Den är uppkallad efter parken Nishi-koen.
Asteroiden har en diameter på ungefär 8 kilometer.